# 1614
| [ Edytuj tabelę ]              | |
| Król Polski                    | - 1587 Zygmunt III Waza 1632 |
| Współksiążęta Andory           | - 1610 Bernat de Salba i Salba 1622 - 1610 Ludwik XIII 1643                                                                                            |
| Król Anglii i Szkocji          | - 1603 Jakub I 1625 |
| Elektor Brandenburgii          | - 1608 Jan Zygmunt 1619 |
| Książę Bawarii                 | - 1597 Maksymilian I Bawarski 1623 |
| Sułtan Brunei                  | - 1605 Hassan 1619 |
| Cesarz Chin                    | - 1572 Wanli 1620 |
| Król Czech                     | - 1611 Maciej Habsburg 1619 |
| Król Danii                     | - 1588 Chrystian IV 1648 |
| Dalajlama                      | - 1589 Jonten Gjaco 1616 |
| Cesarz Etiopii                 | - 1606 Susnyjos I 1632 |
| Król Francji                   | - 1610 Ludwik XIII 1643 |
| Król Gruzji                    | - 1614 Tejmuraz I 1632 |
| Król Hiszpanii                 | - 1598 Filip III 1621 |
| Landgraf Hesji-Kassel          | - 1592 Maurycy Uczony 1627 |
| Stadhouder Holandii            | - 1584 Maurycy Orański 1625 |
| Szach Iranu                    | - 1587 Abbas I Wielki 1629 |
| Państwo Wielkich Mogołów       | - 1605 Dżahangir 1627 |
| Król Irlandii                  | - 1603 Jakub I Stuart 1625 |
| Cesarz Japonii                 | - 1611 Go-Mizunoo 1629 |
| Kalif                          | - 1603 Ahmed I 1617 |
| Patriarcha Konstantynopola     | - 1612 Tymoteusz II 1620 |
| Władca Korei                   | - 1608 Kwanghaegun 1623 |
| Książę Kurlandii i Semigalii   | - 1587 Fryderyk Kettler 1642 - 1587 Wilhelm Kettler 1616                                                                                               |
| Książę Liechtensteinu          | - 1608 Karol I 1627 |
| Książę Monako                  | - 1612 Honoriusz II 1662 |
| Król Nawarry                   | - 1610 Ludwik XIII 1643 |
| Król Norwegii                  | - 1588 Chrystian IV 1648 |
| Sułtan Omanu                   | - 1560 Abd Allah ibn Muhammad 1624 |
| Elektor Palatynatu             | - 1610 Fryderyk V 1623 |
| Papież                         | - 1605 Paweł V 1621 |
| Książę Parmy i Piacenzy        | - 1592 Ranuccio I 1622 |
| Król Portugalii                | - 1598 Filip II 1621 |
| Książę w Prusach               | - 1568 Albrecht Fryderyk 1618 - 1608 Jan Zygmunt 1620                                                                                                  |
| Car Rosji                      | - 1613 Michał I 1645 |
| Cesarz Rzymski (niemiecki)     | - 1612 Maciej Habsburg 1619 |
| Kapitanowie Regenci San Marino | - 1613 Annibale Belluzzi Giambattista Fabbri 1614 - 1614 Gio. Andrea Belluzzi Fabrizio Belluzzi 1614 - 1614 Giuliano Belluzzi Teodoro Leonardelli 1615 |
| Elektor Saksonii               | - 1611 Jan Jerzy I Wettyn 1656 |
| Król Szkocji                   | - 1567 Jakub VI 1625 |
| Król Szwecji                   | - 1611 Gustaw II Adolf 1632 |
| Król Tajlandii                 | - 1611 Songtham 1628 |
| Sułtan Turków                  | - 1603 Ahmed I 1617 |
| Doża Wenecji                   | - 1612 Marcantonio Memmo 1615 |
| Król Węgier                    | - 1608 Maciej 1619 |
| Książęta Wirtembergii          | - 1608 Jan Fryderyk 1628 |

Rok 1614 / MDCXIV
stulecia: XVI wiek ~
XVII wiek ~
XVIII wiek

lata: 1604 «
1609 «
1610 «
1611 «
1612 «
1613 «
1614
» 1615
» 1616
» 1617
» 1618
» 1619
» 1624

## Wydarzenia w Polsce
- 17 stycznia – Jan Ámos Komenský kupił od wdowy po poprzednim właścicielu rękopis dzieła Mikołaja Kopernika De revolutionibus orbium coelestium („O obrotach sfer niebieskich”).
- Gdańsk – zorganizowano Collegium Medicum – pierwsza izba lekarska na ziemiach polskich.
- W Krakowie wydrukowano pierwszy przewodnik polski po Włoszech.
- Hetman Żółkiewski zwołał w Żytomierzu komisję, która miała przywrócić rejestr i ograniczyć wyprawy łupieżcze Kozaków.
- Założono klasztor dominikanów w Rohatynie, nad Gniłą Lipą (dopływ Dniestru).

## Wydarzenia na świecie
- 17 lutego – odbyło się uroczyste otwarcie po odbudowie zamku Johannisburg w bawarskim Aschaffenburgu.
- 5 kwietnia – w Jamestown w Wirginii odbyły się zaślubiny Pocahontas, córki wodza Powhatana, z angielskim kolonistą Johnem Rolfe’em.
- 22 maja – król Danii Chrystian IV założył miasto Kristianstad w dzisiejszej południowej Szwecji.
- 23 sierpnia – założono uniwersytet w holenderskim Groningen.
- 11 października – kupcy z Amsterdamu i Hoorn zawiązali Nową Niderlandzką Kompanię Handlową.
- 12 listopada – zawarto pokój w Xanten kończący wojnę sukcesyjną w Zjednoczonych Księstwach Jülich-Kleve-Berg.

- Założono kolonię holenderską w Ameryce Północnej u ujścia Rzeki Hudsona, zwaną Nową Holandią.

## Urodzili się
- 5 stycznia - Leopold Wilhelm Habsburg, austriacki duchowny katolicki, arcybiskup Magdeburga, wielki mistrz zakonu krzyżackiego, biskup wrocławski, namiestnik Niderlandów Habsburskich (zm. 1662)
- 16 lutego – Christopher Merret, angielski biolog i lekarz (zm. 1695)
- 14 listopada - Aleksander Karol Waza, polski królewicz (zm. 1634)
- 30 listopada – William Howard, 1. wicehrabia Stafford, męczennik, błogosławiony katolicki (zm. 1680)
- 16 grudnia – Eberhard III, książę Wirtembergii (zm. 1674)

## Zmarli
- 7 kwietnia – El Greco (właśc. Dominikos Theotokopulos), malarz hiszpański greckiego pochodzenia (ur. 1541)
- 14 lipca – Kamil de Lellis, założyciel zakonu kamilianów, święty Kościoła katolickiego, patron szpitali, chorych, pielęgniarek i pielęgniarzy (ur. 1550)
- 15 lipca – Pierre de Brantôme, pamiętnikarz francuski (ur. ok. 1540)
- 21 sierpnia – Elżbieta Batory, „Krwawa Hrabina z Čachtic” (ur. 1560)
- 27 grudnia – Bartosz Paprocki, polski poeta, który uczestniczył w polskim poselstwie do Stambułu w 1569 roku (ur. ok. 1540)

## Święta ruchome
- Tłusty czwartek: 6 lutego
- Ostatki: 11 lutego
- Popielec: 12 lutego
- Niedziela Palmowa: 23 marca
- Wielki Czwartek: 27 marca
- Wielki Piątek: 28 marca
- Wielka Sobota: 29 marca
- Wielkanoc: 30 marca
- Poniedziałek Wielkanocny: 31 marca
- Wniebowstąpienie Pańskie: 8 maja
- Zesłanie Ducha Świętego: 18 maja
- Boże Ciało: 29 maja